# سی اسلایس
سی اسلایس (به انگلیسی: Sea Slice) یک کشتی است که طول آن ۱۰۴ فوت (۳۲ متر) می‌باشد.